# ティーンズ救命隊
ティーンズ救命隊（In a Heartbeat）は、アメリカ合衆国のディズニーチャンネルで2000年8月26日から2001年3月25日まで放送されたテレビドラマ。日本では2002年10月31日から2003年4月3日までNHK教育で木曜18時45分 - 19時07分に放送された。

## 登場人物
ハンク・ビーチャム
演 - ダンソ・ゴードン、日 - 石井揮之
バル・ラニア
演 - レーガン・パステルナク、日 - 小島幸子
タイラー・コネル
演 - ショーン・アシュモア、日 - 小野塚貴志
ジェイミー・ウェイト
演 - クリストファー・ラルフ、日 - 菊池英博
ブルック・ラニアー
演 - ローレン・コリンズ、日 - 水田わさび
ケイティ・ロス
演 - ジャッキー・ローゼンバウム、日 - 朴璐美
ペネロープ・ロンドン
演 - ニッキー・グッデル
- その他 - 、高島雅羅、若泉絵子[6]、内川藍維（アマンダ）[7] ほか

## エピソード
| #  | 邦題                     | 原題                             | 放送日          |
| -- | ------------------------ | -------------------------------- | --------------- |
| 1  | 放課後は救急隊員 前編    | Assume Nothing Part 1            | 2002年 10月31日 |
| 2  | 放課後は救急隊員 後編    | Assume Nothing Part 2            | 11月7日         |
| 3  | スーパーバルは疲れ気味   | The Adventures of Super Val      | 11月14日        |
| 4  | 恐怖の毒グモ             | Things That Go Bump in the Night | 11月21日        |
| 5  | 変わりゆくとき           | Changing Times                   | 11月28日        |
| 6  | シンデレラ・シンドローム | Cinderella Syndrome              | 12月5日         |
| 7  | チームワークでいこう     | Go Team                          | 12月12日        |
| 8  | 最後に笑うのは誰？       | And The Winner Is                | 12月19日        |
| 9  | ハロウィーンの夜         | A Night to Remember              | 12月26日        |
| 10 | 気になるあの子           | New Kid in Town                  | 2003年 1月9日   |
| 11 | 誰のためのバースデー     | You Say It's Your Birthday       | 1月16日         |
| 12 | 怖がらないで             | Four EMT's and a Kid             | 1月23日         |
| 13 | 見逃したサイン           | Friends Don't Let Friends...     | 1月30日         |
| 14 | ブルックは反抗期？       | Power to the Pathetic            | 2月6日          |
| 15 | ゆずれないレース         | Race of a Lifetime               | 2月13日         |
| 16 | スターがやってきた！     | Star Struck                      | 2月20日         |
| 17 | ヒーロー                 | Hero                             | 2月27日         |
| 18 | 危険なハンサム・ボーイ   | The Boy's No Good                | 3月6日          |
| 19 | リサイクル対決           | Be True to Your School           | 3月13日         |
| 20 | 誰にも言えない秘密       | Read My Lips                     | 3月20日         |
| 21 | タイム・アップ           | Time's Up                        | 4月3日          |

## 配信
アメリカではDisney+で配信されておらず、日本でも配信されていない。